# Ешпаргу
Ешпа́ргу (порт. Espargo; МФА: [ʃ.ˈpaɾ.gu]) — колишня парафія в Португалії, в муніципалітеті Санта-Марія-да-Фейра. Перебувала у складі округу Авейру.  Входила до регіону Північ. За старим адміністративним поділом, що був чинним до 1976 року, територія парафії належала провінції Берегове Дору. Заснована 1053 року. Ліквідована 28 січня 2013 року. Увійшла до складу парафії Санта-Марія-да-Фейра, Траванка, Санфінш і Ешпрагу. Площа парафії — 5,70 км², населення — 1559 ос. (2011), густота населення — 273,51 осіб/км²
. Патрон — святий Яків. Поштовий індекс — 4520. Код  — 010905.

## Географія

Санта-Марія-да-Фейра (2013)
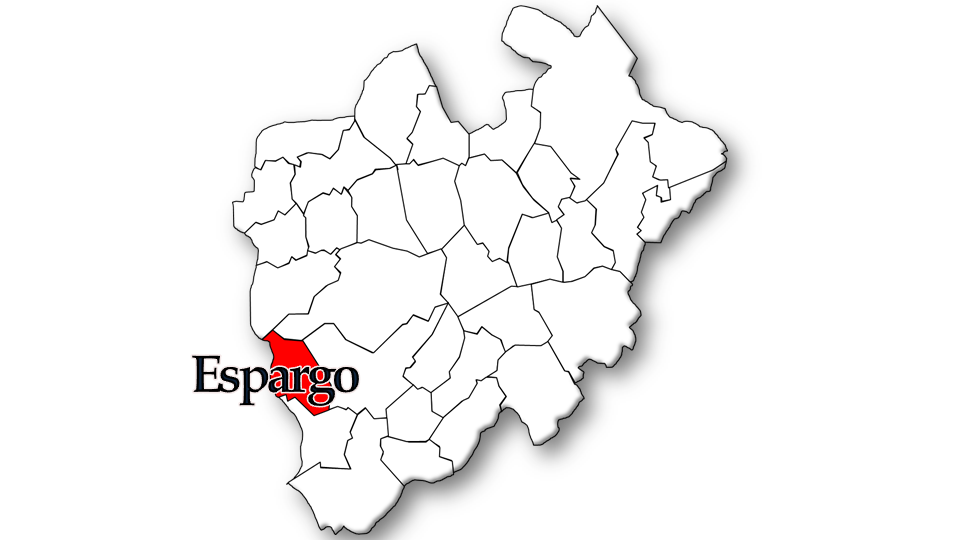
Ешпаргу

## Населення
| Кількість мешканців | Кількість мешканців | Кількість мешканців | Кількість мешканців | Кількість мешканців | Кількість мешканців | Кількість мешканців | Кількість мешканців | Кількість мешканців | Кількість мешканців | Кількість мешканців | Кількість мешканців | Кількість мешканців | Кількість мешканців | Кількість мешканців |
| ------------------- | ------------------- | ------------------- | ------------------- | ------------------- | ------------------- | ------------------- | ------------------- | ------------------- | ------------------- | ------------------- | ------------------- | ------------------- | ------------------- | ------------------- |
| 1864                | 1878                | 1890                | 1900                | 1911                | 1920                | 1930                | 1940                | 1950                | 1960                | 1970                | 1981                | 1991                | 2001                | 2011                |
| 734                 | 762                 | 803                 | 868                 | 1 006               | 1 050               | 1 137               | 1 100               | 1 207               | 1 257               | 1 280               | 1 516               | 1 439               | 1 309               | 1 559               |